# Ambroży (Szczurow)
Ambroży, imię świeckie Anatolij Pawłowicz Szczurow (ur. 28 marca 1930 w Kisielewie, zm. 8 listopada 2016 w Iwanowie) – rosyjski biskup prawosławny.

## Życiorys
W 1949 podjął naukę w moskiewskim seminarium duchownym, które ukończył trzy lata później. 23 czerwca 1952 przyjął święcenia diakońskie, z rąk arcybiskupa jarosławskiego Dymitra, z zachowaniem celibatu. 29 czerwca tego samego roku arcybiskup iwanowski Benedykt wyświęcił go na kapłana i skierował do pracy duszpasterskiej w cerkwi we wsi Tołpygino w swojej eparchii. 17 grudnia 1954 arcybiskup Benedykt przyjął od ks. Szczurowa wieczyste śluby mnisze, nadając mu imię Ambroży. Hieromnich Ambroży służył kolejno w cerkwiach Zmartwychwstania Pańskiego w Tołpyginie, Zwiastowania w Woroncowie, ponownie w Tołpyginie oraz w soborze Przemienienia Pańskiego w Iwanowie. W 1966 został archimandrytą.
18 października 1977 r. miała miejsce jego chirotonia na biskupa iwanowskiego i kineszemskiego. W charakterze konsekratorów w ceremonii wzięli udział metropolita talliński i estoński Aleksy, arcybiskup kałuski i borowski Nikon, arcybiskup wołokołamski Pitirim, arcybiskup dmitrowski Włodzimierz, biskup zwienigorodzki Anatol oraz biskup riazański Szymon. W 1991 otrzymał godność arcybiskupią. Zaliczany do konserwatywnego skrzydła w hierarchii Rosyjskiego Kościoła Prawosławnego.
W 2006 Święty Synod Rosyjskiego Kościoła Prawosławnego przyjął od niego prośbę o przeniesienie w stan spoczynku w związku z ukończeniem 75 lat. Zmarł 8 listopada 2016. Został pochowany 10 listopada na cmentarzu w Balinie, dzielnicy Iwanowa.